# Jiyū e no Shingeki
«Jiyū e no Shingeki» (яп. 自由への進撃, літ. «Марш свободи») — японський сингл музичного гурту Linked Horizon, випущений 10 липня 2013 р. Їхні треки «Feuerroter Pfeil und Bogen» і «Die Flügel der Freiheit» використовуються як опенінги аніме-серіалу Shingeki no Kyojin.

## Огляд
Прем'єра аніме Shingeki no Kyojin відбулася 6 липня 2013 р. У грудні 2012-го анонсовано, що музичний проект Рево Linked Horizon виконає опенінг. Після прем'єри пісня «Feuerroter Pfeil und Bogen» (яп. 紅蓮の弓矢, Guren no Yumiya, літ. «Багряний лук і стріли») стала надзвичайно популярною серед шанувальників серіалу та не фанатів. Пісня потрапила на верхні позиції чартів караоке служби Joysound попри те, що текст пісні не з'являвся на екрані взагалі. У червні 2013 р. оголошено, що інший трек Linked Horizon, «Die Flügel der Freiheit» (яп. 自由の翼 Jiyū no Tsubasa, літ. «Крила свободи»), буде використовуватися в ролі другого аніме-опенінга. Обидва ці треки, що описані у синглі «Jiyū e no Shingeki», випущені 10 липня 2013. До цієї дати телевізійний опенінг «Feuerroter Pfeil und Bogen» випущений 8 квітня 2013.

## Рейтинги
Оцифрованний сингл «Feuerroter Pfeil und Bogen» став успішним, досягнувши позиції № 1 в аніме-чартах Recochoku і iTunes Store, № 2 — Dwango. У чарті Billboard в категорії Hot Animation ТБ-версія аніме-опенінгу дебютувала під № 7.

## Список треків
Автор музики і слів Рево. 
| Стандартне видання | Стандартне видання | Стандартне видання |
| #                  | Назва | Тривалість         |
| ------------------ | --- | ------------------ |
| 1.                 | «Guren no Yumiya» («Багряний лук і стріли») | 5:16               |
| 2.                 | «Jiyū no Tsubasa» («Крила свободи») | 5:28               |
| 3.                 | «Moshi Kono Kabe no Naka ga Ikken no Ie da to Shitara» (もしこの壁の中が一軒の家だとしたら/«Якщо все в цих стінах було тільки одним будинком») | 4:12               |
| 14:57              | |                    |

| Обмежене видання DVD | Обмежене видання DVD                         | Обмежене видання DVD |
| #                    | Назва                                        | Тривалість           |
| -------------------- | -------------------------------------------- | -------------------- |
| 1.                   | «Feuerroter Pfeil und Bogen» (Музичне відео) | 5:16                 |

| Оцифрований сингл | Оцифрований сингл             | Оцифрований сингл |
| #                 | Назва                         | Тривалість        |
| ----------------- | ----------------------------- | ----------------- |
| 1.                | «Guren no Yumiya» (ТБ-версія) | 1:34              |

## Персонал
- Рево — вокал, лірика, композиція
- Мамі Янагі — вокал (трек 3)
- Саша Бьокл — оповідання
- YUKI — гітара
- Ацусі Хасегава — бас
- Кодзі Ігарасі — клавіатура
- Jun-ji — барабани
- Матаро Місава — ударні
- Томоюки Асакава — арфа
- Есінорі Коба — хоровий диригент

## Чарти
| Чарт (2013)                          | Найвища позиція |
| ------------------------------------ | --------------- |
| Японія Top Singles Sales (Billboard) | 1               |
| Японія Weekly Singles (Oricon)       | 2               |

## Сертифікації
| Регіон                                             | Сертифікація | Продажі  |
| -------------------------------------------------- | ------------ | -------- |
| Японія (RIAJ)                                      | Платиновий   | 250 000^ |
| ^відвантаження, що базуються лише на сертифікаціях |              |          |